# Texture18
『Texture18』は、Koji Nakamura/Nyantoraのアルバム。2019年4月27日にMeltintoより発売された。

## 解説
SUPERCARのフロントマンである中村弘二がKoji Nakamura/Nyantora両名義で制作しているCD-Rシリーズ「Texture」の第18弾。
中村のオンラインショップ「Meltinto」や、ライブ会場で販売されている。
ジャケットのスタンプの色は紫、色紙は赤。
2025年1月7日に全10曲のタイトルが発表された。

## 収録曲
1. 914
2. Tyche Ver2
ショートPVが中村の公式Twitterで公開されている。
3. YTMTI...
4. Dot
5. Damage
アルバム発売前に期間限定で無料配布された。
6. Aura
「Texture Web2」にも収録された。後にショートPVが中村の公式Twitterで公開された。
7. Cepter New
音源がSoundCloudで公開されており、アルバム発売前には期間限定で無料配布された。「Texture Web」にも収録された。
8. Underwall
9. Contact5
10. Computer Choice

全作曲・編曲：中村弘二